# Imperador do Divino
O “Imperador do Divino” é o personagem principal da Festa do Divino Espírito Santo de Pirenópolis, na cidade de Pirenópolis, Goiás.

## Imperador do Divino

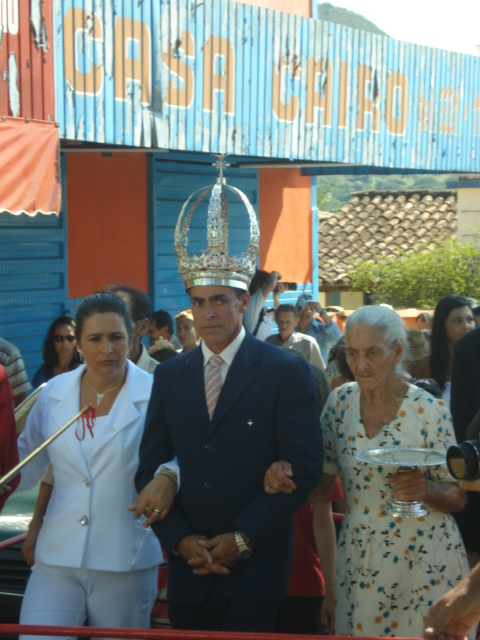
Foto tirada durante a Procissão do Divino em 2008

A presença do Imperador, figura central da Festa, bem como sua corte, faz representar o Rei e a Corte lisbonense, com toda sua pompa. O trajeto feito da casa do Imperador  à Igreja, para hora da Missa, quando o Imperador vai dentro do quadro formado por quatro varas e segurado nas pontas por quatro virgens, é também um resquício, do que, outrora , se fazia na corte de Lisboa.

## Depoimento: A honra de ser Imperador

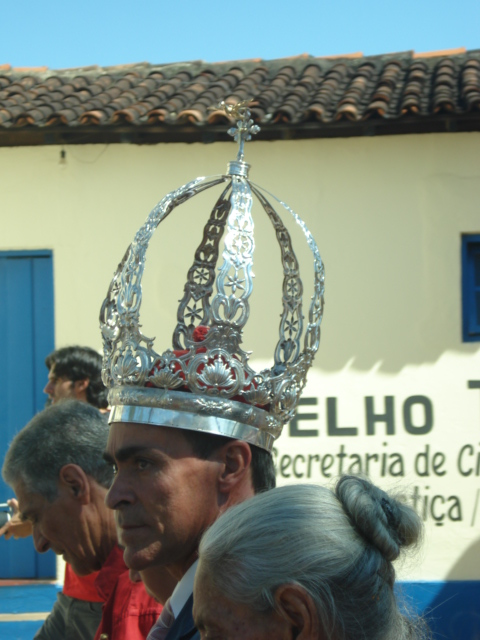
Foto tirada durante a Procissão do Divino em 2008.

Para o cidadão pirenopolino não existe honra nem glória maior do que ser Imperador do Divino. A escolha, realizada através de sorteio, é atribuída ao próprio Divino Espírito Santo, sendo considerada uma benção.
A Festa do Divino é Bem Antiga. Começou no século XIII, em Portugal, com a Rainha Isabel (mais tarde Santa Isabel). A soberana, esposa de Dom Dinis, rei de Portugal, era filha de Dom Pedro III, Rei de Aragão (hoje, Espanha). Como Portugal e Aragão estavam em guerra, a Rainha Isabel, ofereceu a sua Coroa ao Divino Espírito Santo, suplicando-lhe que fizesse a paz. Alcançada esta, a rainha levou a coroa à igreja, em procissão, no Domingo de Pentecostes, pedindo que se repetisse a cerimônia todos os anos, nessa ocasião.
A festa foi introduzida no Brasil na época da colonização. Tem-se notícia dela em Pirenópolis já na segunda metade do Século XVIII. Contudo, é escassa a literatura sobre o assunto. Cuidaram dele Jarbas Jaime (Esboço Histórico de Pirenópolis, 1971) e Glória Grace Curado (Pirenópolis - uma cidade para turismo, 1980).
Esta publicação contém excertos do mencionado livro de Glória Grace Curado. O texto constitui mera transcrição do original, restrito aquilo que me pareceu mais apropriado ao objetivo da divulgação. É um breve relato sobre a festa e alguns de seus componentes.
A relação dos Imperadores s do Divino, de 1819 a 1944, foi obtida do citado livro de Jarbas Jayme, de 1945 a 1971, de anotações deixadas por Braz Wilson Pompeu de Pina, e a partir de 1972, de dados coletados por Valdo Lúcio Cardoso Silva.
Pelo registro histórico se verá que, em Pirenópolis, até 1988 a festa do Divino Espírito Santo teve cento e setenta imperadores. Sou, portanto  171º Imperador do Divino.
Desejo manifestar meu profundo reconhecimento, não só aqueles que estão colaborando diretamente na organização e nos preparativos da festa, como também a todos os que, de um modo ou de outro, têm contribuindo para seu maior brilhantismo, fazendo dela um belo espetáculo de religiosidade e folclore.
A festa do Divino pertence a todos os pirenopolinos, indistintamente, pois é feita com o entusiasmo de cada um. Sem a sua participação jamais haveria essa maravilhosa demonstração de fé, alegria e beleza, que a todos comove, encantam e seduzam.
Carlos Hercílio de Campos Curado
171º Imperador do Divino
Pirenópolis, 5 a 16 de maio de 1989.

### Coroação
A solenidade é precedida de uma Procissão que leva à Igreja o Imperador, cujo mandato está vencendo. Há celebração de missa ou realização de cerimônia simples. Após a pregação, o padre convida o Imperador do ano, juntamente com o que promoverá a festa do ano seguinte, a se aproximarem do Altar. Ali, o padre depois de dá - lá a beijar, aos dois, coloca-se sobre a cabeça do novo Imperador. É um momento de tristeza para o imperador que sai, e de regozijo para o que entra.

### Coroa e Cetro
Ambos em pura prata. Foram mandados fazer em 1826 pelo Padre Manuel Amâncio da Luz, quando Imperador.

### Solenidade
A escolha do Imperador é feita por sorteio. Todos os Pirenopolinos que se julgam em condições de realizar a festa podem se inscrever. Não se faz distinção entre ricos e pobres. Se rico, promove a festa com suas posses, se pobre, com a ajuda do povo. Não há limite de vezes para uma pessoa ser Imperador, bastando ser sorteada, inclusive várias pessoas já o foram por duas ou três vezes, conforme a Lista Abaixo:

## Relação dos imperadores (1819/presente)

### (1819/1868)
- 1º - Coronel Joaquim da Costa Teixeira (1819)
- 2º - Padre José Joaquim Pereira da Veiga (1820)
- 3º - Major Fidêncio Graciano de Pina (1821)
- 4º - Padre Joaquim Gonçalves Dias Goulão (1822)
- 5º - Comendador Joaquim Alves de Oliveira (1823)
- 6º - Capitão José Francisco de Camargo (1824)
- 7º - Capitão José Francisco de Camargo (1825)
- 8º - Padre Manuel Amâncio da Luz (1826)
- 9º - Alferes Aleixo Antônio (1827)
- 10º -Alferes Domingos José de Sá (1828)
- 11º -Padre Feliz Alves de Amorim (1829)
- 12º -Comendador Joaquim Alves de Oliveira (1830)
- 13º -Padre Manuel Amâncio da Luz (1831)
- 14º -Capitão Braz Luiz de Pina (1832)
- 15º - Padre José Joaquim Pereira da Veiga (1833)
- 16º - Major João José do Couto (1834)
- 17º - Alferes Antônio José Pereira (1835)
- 18º - Tem - Cel. Francisco José Guimarães (1836)
- 19º - Professor José Inácio do Nascimento (1837)
- 20º - Alferes Antônio Manuel de Campos (1838)
- 21º - Tinoco Coelho Magalhães (1839)
- 22º - Alferes Manuel da Faria Albernaz (1840)
- 23º - Alferes Francisco Mendes Vieira (1841)
- 24º - Tenente Francisco da Costa Abrantes (1842)
- 25º - Alferes Martinho Coelho do Magalhães (1843)
- 26º - Alferes Francisco das Chagas Macedo (1844)
- 27º - Alferes Domingos Alves de Almeida (1845)
- 28º - Tenente Antônio Joaquim do Oliveira (1846)
- 29º - Alferes Bernardo do Souza Lobo (1847)
- 30º - Tenente Antônio Tomaz do Aquino (1848)
- 31º - Capitão Braz Luiz de Pina (1849)
- 32º - Capitão José Gomes de Siqueira (1850)
- 33º - Justino Candido Batista (1851)
- 34º - Alferes Braz Luiz de Pina (1852)
- 35º - Tenente Antônio Gomes de Siqueira (1853)
- 36º - Alferes José da Silva Carvalho (1854)
- 37º - Tenente Boaventura José de Oliveira (1855)
- 38° - Manuel da Costa Marques (1856)
- 39° - Alferes Domingos Gonçalves da Costa (1857)
- 40º - Capitão João Floriano Mendonça (1858)
- 41° - Tenente Antônio Gomes de Morais (1859)
- 42° - Alferes Luiz Manuel Moreira Farinha (1860)
- 43° - Capitão Luiz de Souza Lobo Fleury (1861)
- 44° - Tenente J. Gonzaga Jaime de Sá (1862)
- 45° - Capitão Manuel Barbo de Siqueira (1863)
- 46° - Capitão Roque José Pereira da Silva (1864)
- 47° - Professor João Bonifácio Sardinha de Siqueira (1865)
- 48° - Capitão Luiz de Souza Lobo Fleury (1866)
- 49° - Major Antônio Tomaz de Aquino Corrêa (1867)
- 50° - Timóteo Coelho de Magalhães (1868)

### (1869/1918)
- 51º - Padre Antônio Tomaz de Aquino (1869)
- 52º - Joaquim Fleury de Sousa Lobo (1870)
- 53º - 	Modesto Pires da Penha (1871)
- 54º - Alferes Francisco Antônio Rodrigues Ferreira (1872)
- 55º - Bernardo Lobo de Sousa Fleury Júnior (1873)
- 56º - Alferes Francisco Antônio Rodrigues Ferreira (1874)
- 57º - Antônio Pereira da Veiga (1875)
- 58º - Joaquim Pereira Valle Júnior (1876)
- 59º - Capitão Joaquim Gomes Mendonça (1877)
- 60º - Padre Simeão Estelita Lopez Zedes (1878)
- 61º - Francisco de Assis Gomes (1879)
- 62º - Ten. - Cel. Bernardo Lobo de Sousa Fleury (1880)
- 63º - Antônio Bernardo Lobo Fleury (1881)
- 64º - Francisco de Assis Gomes (1882)
- 65º - Antônio Gomes de Sousa Lobo (1883)
- 66º - Braz Aristófanes de Pina (1884)
- 67º - Alferes Virgílio José do Nascimento (1885)
- 68º - José Nunes da Costa Santos (1886)
- 69º - Antônio Gomes de Sousa Lobo (1887)
- 70º - Alferes Joaquim Pereira Valle Junior (1888)
- 71º - Francisco Herculano de Pina (1889)
- 72º - Joaquim Fleury de Sousa Lobo (1890)
- 73º - Domingos Batista Ferreira (1891)
- 74º - Tenente João Gonzaga Jaime de Sá Júnior (1892)
- 75º - Manuel Moreira de Melo (1893)
- 76º - Comendador Manuel Batista de Siqueira (1894)
- 77º - José Lourenço Dias (1895)
- 78º - José Pereira Guimarães (1896)
- 79º - Pedro Batista Ferreira (1897)
- 80º - Joaquim Manuel da Paixão (1898)
- 81º - Manuel D’Assunção Bastos (1899)
- 82º - Romero Batista (1900)
- 83º - José Gutemberg (1901)
- 84º - Sebastião José de Siqueira (1902)
- 85º - Benedito D’Abadia Mendonça (1903)
- 86º - Bion Melchisédch de Siqueira (1904)
- 87º - Aristildes Hildebrando de Siqueira (1905)
- 88º - Antônio José da Veiga (1906)
- 89º - Luis de Araújo Goudinho (1907)
- 90º - Carlos D’Abadia Mendonça (1908)
- 91º - José Lourenço Dias (1909)
- 92º - José Lourenço Dias (1910)
- 93º - Gedeão de Siqueira (1911)
- 94º - Absalão Gonçalves Lopes (1912)
- 95º - Ermano Gomes da Silva (1913)
- 96º - Joaquim de Faria Lobo (1914)
- 97º - Benedito Nominato Gomes (1915)
- 98º - Francisco Raul Lobo (1916)
- 99º - Coronel Francisco José de Sá (1917)
- 100º - Antônio José da Veiga (1918)

### (1919/1968)
- 101º - Cristóvão José da Veiga (1919)
- 102º - Sansão Mamedes Lopes (1920)
- 103º - Emílio de Carvalho (1921)
- 104º - Joaquim Mendonça (1922)
- 105º - Joaquim Propício de Pina (1923)
- 106º - Virgílio de Araújo Goudinho (1924)
- 107º - Horácio Alfredo de Sá (1925)
- 108º - Aquiles de Pina (1926)
- 109º - Aristel Jacinto da Silva (1927)
- 110º - Gastão Jaime de Siqueira (1928)
- 111º - João Luiz Pompeu de Pina (1929)
- 112º - Joaquim de Carvalho (1930)
- 113º - Homero Gomes da Silva (1931)
- 114º - Major Félix Jaime (1932)
- 115º - Coronel Francisco José de Sá (1933)
- 116º - Luis D’Abadia de Pina (1934)
- 117º - João Alves da Costa (1935)
- 118º - Braz Wilson Pompeu de Pina (1936)
- 119º - Coronel Francisco José de Sá (1937)
- 120º - Cinval de Carvalho (1938)
- 121º - Sansão Mamedes Lopes (1939)
- 122º - Jácome de Siqueira (1940)
- 123º - José Gomes da Rocha (1941)
- 124º - Braz Wilson Pompeu de Pina (1942)
- 125º - José Pereira Farinha (1943)
- 126º - José Antônio da Abadia (1944)
- 127º - Joaquim Basílio de Oliveira (1945)
- 128º - Ulisses Jaime (1946)
- 129º - José D’Abadia de Pina(1947)
- 130º - Dário Mendonça (1948)
- 131º - Dário Mendonça (1949)
- 132º - Oliveira da Veiga (1950)
- 133º - Francisco Arruda (1951)
- 134º - Pompeu Cristóvão de Pina (1952)
- 135º - Agostinho de Pina (1953)
- 136º - Salomão Afonso (1954)
- 137º - Sandoval da Veiga (1955)
- 138º - José Cristóvam Lobo (1956)
- 139º - Eloi Basílio de Oliveira (1957)
- 140º - Oliveira da Veiga (1958)
- 141º - Aguinaldo de Sá (1959)
- 142º - Aguinaldo de Sá (1960)
- 143º - Joaquim Carvalho (1961)
- 144º - Wildo Luiz Pompeu de Pina (1962)
- 145º - Ronaldo Jaime (1963)
- 146º - Sebastião Balduino (1964)
- 147º - Inácio Félix (1965)
- 148º - Mauro de Pina (1966)
- 149º - Abrão Luis Pereira (1967)
- 150º - Décio de Carvalho (1968)

### (1969/2019)
- 151º - Geraldo D’Abadia de Pina (1969)
- 152º - Duílio Pompeu de Pina (1970)
- 153º - Alexandre Luiz Pompeu de Pina (1971)
- 154º - Clóvis de Oliveira (1972)
- 155º - José Inácio Gomes da Silva (1973)
- 156º - Balduino Pereira (1974)
- 157º - Benedito Néli Clapini (1975)
- 158º - Sonil Jacinto da Silva (1976)
- 159º - Antônio P. Gonçalves (1977)
- 160º - Lélio B. Figueiredo (1978)
- 161º - Manuel Inácio D’Abadia Aquino de Sá Filho (1979)
- 162º - Geraldo do Espírito Santo Lopes (1980)
- 163º - Benedito de Arruda (1981)
- 164º - Wesley Magalhães Batista (1982)
- 165º - Benedito da Luz (1983)
- 166º - Samuel Pompeu de Pina (1984)
- 167º - Antoni Wildes Peixoto (1985)
- 168º - Valdo Lúcio Cardoso (1986)
- 169º - Otávio Francisco de Morais (1987)
- 170º - Geraldo do Espírito Santo Lopes (1988)
- 171º - Carlos Hercílio de Campos Curado (1989)
- 172º - Joviano Sousa Moreira (1990)
- 173º - Wilno Luiz Pompeu de Pina (1991)
- 174º - Alvarino Zanelli (1992)
- 175º - Everton Jesus Tavares (1993)
- 176º - Leoni Mendonça Sobrinho (1994)
- 177º - Olímpio Jaime (1995)
- 178º - José Machado Neto (1996)
- 179º - Wagner de Jesus Canedo (1997)
- 180º - Wilson José Nogueira (1998)
- 181º - Arnaldo Peixoto de Oliveira (1999)
- 182º - Vicente Batista dos Santos (2000)
- 183º - Inácio Túlio de Oliveira (2001)
- 184º - Horácio Alfredo de Sá (2002)
- 185º - Luiz Pereira Gomes (2003)
- 186º - Raimundo José Miranda da Silva (2004)
- 187º - Joventino Nogueira Filho (2005)
- 188º - 2º Sgtº/PM Luiz Pereira da Silva (2006)
- 189º - Benedito Consuelo da Veiga (2007)
- 190º - Adão Rosa Pires (2008)
- 191º - Marcus de Siqueira (2009)
- 192º - Raimundo José Miranda da Silva (2010)
- 193º - Thales José Jaime (2011)
- 194º - Rafael Samuel Nonato (2012)
- 195° - Benedito Felix da Costa Ferreira (2013)
- 196° - Pompeu Cristóvão de Pina (2014)
- 197º - João Geraldo da Costa Pina (2015)
- 198º - Jenivaldo Sá (2016)
- 199º - Luiz Carlos Cardoso da Silva (2017)
- 200º - João Paulo Ferreira Vieira (2018)

### (2019/presente)
- 201º - Celmo Afonso de Souza (2019)
- 202º - Heráclito D'Abadia (2020)